# Xia Li
Zhao Xia (赵夏T, 趙夏S, Zhào XiàP; Chongqing, 28 luglio 1988) è una wrestler cinese, sotto contratto con la Total Nonstop Action Wrestling.

## Carriera

### WWE (2017–2024)

#### Mae Young Classic (2017–2018)
Prima di essere ingaggiata dalla WWE, Zhao Xia Li era un'atleta combattente delle arti marziali, specializzata in quella del wushu. Nel gennaio 2017, provò un tryout a Shanghai al Performance Center e firmò un contratto, dopo aver impressionato tutti gli allenatori. Xia fece il suo debutto per la WWE, competendo al Mae Young Classic dove venne annunciata come una delle partecipanti. Xia non solo fece il suo debutto nel wrestling all'evento, ma fu la prima lottatrice cinese della storia a calciare un ring WWE. Il 13 luglio, sotto il ring name di Xia Li, fece il suo debutto sfidando al primo turno Mercedes Martinez, rimediando una sconfitta. Nel 2018, Xia Li prese parte alla seconda edizione del Mae Young Classic. Il 19 agosto, Xia sconfisse Karen Q al primo turno. Il 10 ottobre, Xia Li venne sconfitta da Deonna Purrazzo al secondo turno, venendo eliminata dal torneo.

#### NXT(2018–2021)
Dopo aver firmato un contratto con la WWE, Xia venne mandata al Performance Center per allenarsi e venne assegnata nel territorio di sviluppo di NXT. Dopo aver lottato per il resto dell'anno esclusivamente negli house show, nel 2019 avvenne il debutto televisivo per Xia Li. Il 27 gennaio, alla Royal Rumble, Xia fece il suo debutto in un Pay-per-view e nel roster principale, entrando con il numero 11 e venendo eliminata da Charlotte Flair. Nella puntata di NXT del 20 febbraio, avvenne il debutto ufficiale nel roster giallo, dove Xia Li venne sconfitta da Mia Yim, stabilendosi come face. Nella puntata di NXT del 15 gennaio 2020, Xia prese parte ad una Women's Battle Royal match per decretare la prima sfidante all'NXT Women's Championship detenuto da Rhea Ripley in quel di NXT TakeOver: Portland, ma venne eliminata da Shayna Baszler. Il 26 gennaio, alla Royal Rumble, Xia Li prese parte alla terza edizione del Women's Royal Rumble match entrando col numero 24, ma venne eliminata da Shayna Baszler. Nella puntata di NXT del 25 marzo, Xia avrebbe dovuto affrontare Aliyah in un match di qualificazione per determinare le contendenti che si affronteranno in un Ladder match previsto inizialmente a NXT TakeOver: Tampa Bay (rimandato a causa della pandemia di COVID-19), la cui vincitrice sarebbe diventata la contendente nº1 all'NXT Women's Championship, ma venne attaccata brutalmente da Aliyah prima dell'incontro nei corridoi. Nella puntata di NXT del 1º aprile Xia prese parte ad un Gauntlet match per determinare l'ultima partecipante al Ladder match la cui vincitrice sarebbe diventata la contendente nº1 all'NXT Women's Championship ma venne eliminata da Shotzi Blackheart. Nella puntata di NXT del 7 ottobre Xia venne sconfitta da Shotzi Blackheart, e a match concluso si presentò il connazionale Boa, vestito in giacca e cravatta, per consegnarle una misteriosa lettera che fece non poco preoccupare la ragazza cinese. La medesima scena si ripeté anche nella puntata di NXT del 21 ottobre, a seguito della sconfitta della Li contro Kacy Catanzaro. Dalla puntata di NXT del 25 novembre andarono in onda delle vignette di Xia Li e Boa mentre venivano sottoposti a durissime punizioni da parte del sinistro uomo anziano cinese e da una donna misteriosa con la faccia pitturata di bianco (poi rivelatasi come Mei Ying). Nella puntata speciale NXT New Year's Evil del 6 gennaio 2021 Xia fece il suo ritorno sconfiggendo Katrina Cortez in poco più di un minuto. Dopo aver sconfitto diverse jobber in pochi secondi, e dopo essersi liberata di Kayden Carter e Kacy Catanzaro, Xia affrontò e sconfisse anche Mercedes Martinez il 13 giugno a NXT TakeOver: In Your House. Nella puntata di NXT del 20 luglio Xia affrontò Raquel Gonzalez per l'NXT Women's Championship ma venne pesantemente sconfitta, subendo inoltre la prima sconfitta per schienamento nella sua nuova gimmick.

#### SmackDown(2021–2022)
Il 4 ottobre, per effetto del Draft, passò al roster di SmackDown. Nella puntata del 5 novembre venne mandato in onda un video circa l'imminente debutto di Xia Li nello show, che avvenne il 10 dicembre a SmackDown aiutando Naomi a respingere Natalya, Shayna Baszler e Sonya Deville. Il suo debutto in singolo avvenne nella puntata di SmackDown del 25 febbraio dove sconfisse Natalya. Nella puntata di SmackDown del 3 giugno prese parte ad una six-pack challenge per determinare la sfidante di Ronda Rousey per lo SmackDown Women's Championship che comprendeva anche Aliyah, Natalya, Raquel Rodriguez, Shayna Baszler e Shotzi ma il match venne vinto da Natalya. Nella puntata di SmackDown del 10 giugno perse contro Lacey Evans, fallendo nell'opportunità di inserirsi nel Women's Money in the Bank Ladder match. Successivamente, il 5 agosto a SmackDown, prese parte ad un Gauntlet match per determinare la sfidante di Liv Morgan per lo SmackDown Women's Championship a Clash at the Castle ma venne eliminata da Raquel Rodriguez. Nella puntata di SmackDown del 12 agosto Xia e Shotzi vennero sconfitte da Aliyah e Raquel Rodriguez nel primo turno del torneo per il vacante Women's Tag Team Championship. A seguito dell'infortunio delle Toxic Attraction (Gigi Dolin e Jacy Jayne), rimase un posto vacante nel torneo e dunque Xia e Shotzi vennero ripescate partecipando, nella puntata di SmackDown del 26 agosto, ad un Fatal 4-Way match per un ripescaggio nelle semifinali che comprendeva anche Dana Brooke e Tamina, Doudrop e Nikki A.S.H. e Natalya e Sonya Deville ma furono Natalya e la Deville a prevalere.

#### Raw(2023–2024)
Il 1º maggio 2023, per effetto del Draft, passò al roster di Raw. Combatté il suo primo match a Raw il 30 ottobre sconfiggendo Candice LeRae per decisione arbitrale. Nella puntata di NXT del 21 novembre affrontò Lyra Valkyria per l'NXT Women's Championship venendo però sconfitta.
Il 27 gennaio a Royal Rumble, partecipò all'omonimo incontro entrando col numero 16 ma venne eliminata da Nia Jax.
Nella puntata di Raw del 19 febbraio partecipò ad una battle royal per qualificarsi per l'elimination chamber match ma venne eliminata.

## Personaggio

### Mosse finali
- Cyclone Kick (Spinning heel kick)
- Tornado kick

### Soprannomi
- "The Protector"

## Titoli e riconoscimenti
- Pro Wrestling Illustrated
  - 122ª tra le 150 migliori wrestler femminili nella PWI Women's 150 (2021)